# Mistrzostwa Świata w Pięcioboju Nowoczesnym 1958
Mistrzostwa Świata w Pięcioboju Nowoczesnym 1958 – 8. edycja mistrzostw odbyła się w Aldershot.

## Klasyfikacja medalowa
| Lp. | Państwo   | złoto | srebro | brąz | Razem |
| --- | --------- | ----- | ------ | ---- | ----- |
| 1   | ZSRR      | 2     | -      | 1    | 3     |
| 2   | Węgry     | -     | 1      | 1    | 2     |
| 3   | Finlandia | -     | 1      | -    | 1     |

## Medaliści

### Mężczyźni
| Złoto                                                       | Srebro                                             | Brąz                                                   |
| Indywidualnie                                               |                                                    |                                                        |
| Igor Nowikow                                                | Kurt Lindeman                                      | Aleksandr Tarasow                                      |
| Drużynowo                                                   |                                                    |                                                        |
| ZSRR · Aleksandr Tarasow · Nikołaj Tatarinow · Igor Nowikow | Węgry · András Balczó · Aladár Kovácsi · Imre Nagy | Finlandia · Eero Lohi · Kurt Lindeman · Wäinö Korhonen |